# Vincenzo Albanese
Vincenzo Albanese (født 12. november 1996 i Oliveto Citra) er en cykelrytter fra Italien, der kører for Fejl i Modul:Cykelhold: Wikidata-entitet ikke angivet..